# Saison 2014-2015 du Cardiff City FC
 (août 2022).
Si vous disposez d'ouvrages ou d'articles de référence ou si vous connaissez des sites web de qualité traitant du thème abordé ici, merci de compléter l'article en donnant les références utiles à sa vérifiabilité et en les liant à la section « Notes et références ».
Maillots
Chronologie
Saison précédente Saison suivante
La saison 2014-2015 de Cardiff City est sa 98e saison professionnelle, sa 87e en Ligue anglaise. Cette année est celle de sa relégation en deuxième division, après une année en Premier League.

## BilanChampionship

### Tableau (extrait)
Le classement final de la neuvième à la treizième place du championhip 2014-2015 est :
| Pos | Équipe              | Joués | G  | N  | D  | BM | BE | Diff. | Pts |
| --- | ------------------- | ----- | -- | -- | -- | -- | -- | ----- | --- |
| 9   | Blackburn Rovers    | 46    | 17 | 16 | 13 | 66 | 59 | +7    | 67  |
| 10  | Birmingham City     | 46    | 16 | 15 | 15 | 54 | 64 | -10   | 63  |
| 11  | Cardiff City        | 46    | 16 | 14 | 16 | 57 | 61 | -4    | 62  |
| 12  | Charlton Athletic   | 46    | 14 | 18 | 14 | 54 | 60 | -6    | 60  |
| 13  | Sheffield Wednesday | 46    | 14 | 18 | 14 | 43 | 49 | -6    | 60  |

Règles de classement : 1/ Points ; 2/ Différence de buts ; 3/ Buts marqués
Légende : G : Gagnés ; N:Nuls ; D:Défaites ; BM : Buts marqués ; BE : Buts encaissés ; Diff.:Différence de buts

### Résultats
| Match    | 1  | 2 | 3 | 4 | 5 | 6  | 7  | 8  | 9  | 10 | 11 | 12 | 13 | 14 | 15 | 16 | 17 | 18 | 19 | 20 | 21 | 22 | 23 | 24 | 25 | 26 | 27 | 28 | 29 | 30 | 31 | 32 | 33 | 34 | 35 | 36 | 37 | 38 | 39 | 40 | 41 | 42 | 43 | 44 | 45 | 46 |
| -------- | -- | - | - | - | - | -- | -- | -- | -- | -- | -- | -- | -- | -- | -- | -- | -- | -- | -- | -- | -- | -- | -- | -- | -- | -- | -- | -- | -- | -- | -- | -- | -- | -- | -- | -- | -- | -- | -- | -- | -- | -- | -- | -- | -- | -- |
| Lieu     | E  | D | D | E | E | D  | D  | E  | D  | E  | E  | D  | D  | E  | D  | E  | E  | D  | E  | D  | E  | D  | E  | D  | D  | E  | E  | D  | E  | D  | D  | E  | E  | D  | E  | D  | E  | D  | D  | E  | D  | E  | E  | D  | D  | E  |
| Résultat | N  | G | G | P | N | P  | P  | N  | G  | N  | P  | G  | G  | P  | G  | P  | N  | G  | G  | N  | P  | P  | N  | P  | G  | P  | P  | P  | N  | N  | N  | N  | G  | P  | G  | P  | G  | N  | G  | N  | P  | G  | P  | N  | G  | G  |
| Class.   | 14 | 3 | 2 | 8 | 9 | 15 | 17 | 16 | 15 | 14 | 14 | 12 | 10 | 11 | 11 | 11 | 12 | 12 | 8  | 9  | 11 | 11 | 11 | 12 | 11 | 13 | 13 | 13 | 15 | 16 | 15 | 17 | 13 | 15 | 13 | 15 | 14 | 13 | 13 | 13 | 14 | 12 | 13 | 13 | 13 | 11 |

Légende : E : Extérieur ; D : Domicile ; P : Perdu ; N:Nul ; G : Gagné

## Équipe
| No. | Joueur                    | Pos. | Nat. | Lieu de naissance   | Âge | Apps | Buts | Club précédent         | Date d'arrivée     | Montant du transfert | Fin     |
| --- | ------------------------- | ---- | ---- | ------------------- | --- | ---- | ---- | ---------------------- | ------------------ | -------------------- | ------- |
| 1   | David Marshall            | G    |      | Glasgow             | 30  | 234  | 0    | Norwich City           | 12 mai 2009        | 500 000 £            | 2018    |
| 32  | Joe Lewis                 | G    |      | Bury St Edmunds     | 27  | 4    | 0    | Peterborough United    | 25 mai 2012        | Libre                | Inconnu |
| 33  | Simon Moore               | G    |      | Sandown             | 25  | 15   | 0    | Brentford              | 29 juillet 2013    | 150 000 £            | 2017    |
| 2   | Lee Peltier               | AD   |      | Liverpool           | 29  | 15   | 0    | Huddersfield Town      | 24 janvier 2015    | Secret               | 2018    |
| 3   | Fábio                     | AG   |      | Rio de Janeiro      | 24  | 43   | 0    | Manchester United      | 29 janvier 2014    | Secret               | 2016    |
| 4   | Scott Malone              | AG   |      | Rowley Regis        | 24  | 14   | 0    | Millwall               | 7 janvier 2015     | 100 000 £            | 2017    |
| 5   | Bruno Ecuele Manga        | DC   |      | Libreville          | 26  | 29   | 3    | Lorient                | 1er septembre 2014 | 5 000 000 £          | 2017    |
| 6   | Ben Turner                | DC   |      | Birmingham          | 26  | 120  | 4    | Coventry City          | 31 août 2011       | 750 000 £            | 2016    |
| 12  | Declan John               | AG   |      | Merthyr Tydfil      | 19  | 30   | 0    | Formé au club          | 1er juin 2013      | -                    | 2018    |
| 16  | Matthew Connolly          | DC   |      | Barnet              | 27  | 65   | 5    | Queens Park Rangers    | 22 août 2012       | 500 000 £            | 2017    |
| 25  | Kevin McNaughton          | AD   |      | Dundee              | 32  | 292  | 2    | Aberdeen FC            | 26 mai 2006        | Libre                | 2015    |
| 27  | Semi Ajayi                | DC   |      | Londres             | 21  | 0    | 0    | Arsenal FC             | 25 mars 2015       | Prêt                 | 2015    |
| 28  | Kévin Théophile-Catherine | AD   |      | Saint-Brieuc        | 25  | 29   | 0    | Rennes                 | 31 août 2013       | 2 100 000 £          | 2017    |
| 31  | Ben Nugent                | DC   |      | Welwyn Garden City  | 22  | 14   | 1    | Formé au club          | 1er juillet 2012   | -                    | 2016    |
| 36  | Sean Morrison             | DC   |      | Plymouth            | 24  | 43   | 7    | Reading                | 15 août 2014       | 4 000 000 £          | 2018    |
| 39  | Danny Gabbidon            | DC   |      | Cwmbran             | 35  | 221  | 10   | Crystal Palace         | 1er septembre 2014 | Libre                | 2015    |
| 7   | Peter Whittingham         | MC   |      | Nuneaton            | 30  | 386  | 87   | Aston Villa            | 11 janvier 2007    | 350 000 £            | 2017    |
| 8   | Kagisho Dikgacoi          | MD   |      | Brandfort           | 30  | 3    | 0    | Crystal Palace         | 1er juillet 2014   | Libre                | 2017    |
| 11  | Craig Noone               | MG   |      | Kirkby              | 27  | 93   | 11   | Brighton & Hove Albion | 30 août 2012       | 1 000 000 £          | 2016    |
| 17  | Aron Gunnarsson           | MC   |      | Akureyri            | 27  | 168  | 18   | Coventry City          | 8 juillet 2011     | 350 000 £            | 2017    |
| 18  | Tom Adeyemi               | MC   |      | Norwich             | 23  | 23   | 1    | Birmingham City        | 7 août 2014        | 1 000 000 £          | 2017    |
| 19  | Anthony Pilkington        | MG   |      | Blackburn           | 27  | 21   | 1    | Norwich City           | 15 août 2014       | 1 000 000 £          | 2017    |
| 21  | Joe Ralls                 | MC   |      | Aldershot           | 22  | 51   | 5    | Formé au club          | 30 septembre 2011  | -                    | Inconnu |
| 22  | Stuart O'Keefe            | MC   |      | Eye                 | 24  | 6    | 0    | Crystal Palace         | 28 janvier 2015    | Secret               | 2017    |
| 26  | Filip Kiss                | MD   |      | Dunajská Streda     | 24  | 36   | 1    | Slovan Bratislava      | 1er juillet 2012   | 500 000 £            | 2016    |
| 30  | Matthew Kennedy           | MDr  |      | Irvine              | 20  | 14   | 0    | Everton FC             | 2 février 2015     | Secret               | 2018    |
| 40  | Kadeem Harris             | MG   |      | Westminster         | 22  | 19   | 2    | Wycombe Wanderers      | 30 janvier 2012    | 150 000 £            | 2017    |
| 9   | Kenwyne Jones             | A    |      | Point Fortin        | 30  | 47   | 14   | Stoke City             | 28 janvier 2014    | Échange de joueurs   | 2016    |
| 10  | Adam le Fondre            | A    |      | Stockport           | 28  | 25   | 3    | Reading FC             | 28 mai 2014        | 2 500 000 £          | 2017    |
| 13  | Eoin Doyle                | A    |      | Dublin              | 27  | 16   | 5    | Chesterfield           | 2 février 2015     | 750 000 £            | 2018    |
| 14  | Federico Macheda          | A    |      | Rome                | 23  | 24   | 8    | Manchester United      | 1er juillet 2014   | Libre                | 2017    |
| 15  | Conor McAleny             | A/MO |      | Whiston             | 22  | 9    | 2    | Everton FC             | 2 février 2015     | Prêt                 | 2015    |
| 23  | Nicky Maynard             | A    |      | Winsford            | 28  | 26   | 3    | West Ham United        | 31 août 2012       | 2 500 000 £          | 2015    |
| 24  | Joe Mason                 | A/MO |      | Plymouth            | 24  | 86   | 19   | Plymouth Argyle        | 10 juillet 2011    | 250 000 £            | 2018    |
| 29  | Alex Revell               | A    |      | Cambridge           | 31  | 17   | 2    | Rotherham United       | 9 janvier 2015     | 175 000 £            | 2017    |
| 35  | Etien Velikonja           | A    |      | Šempeter pri Gorici | 26  | 5    | 0    | Maribor                | 25 juillet 2012    | 1 574 373 £          | 2016    |
| —   | Javi Guerra               | A    |      | Vélez-Málaga        | 32  | 5    | 0    | Real Valladolid        | 1er juillet 2014   | Libre                | 2017    |

## Statistiques
| No.                                               | Pos. | Nat. | Joueur                                      | Total | Total | Championship | Championship | FA Cup | FA Cup | League Cup | League Cup |
| No.                                               | Pos. | Nat. | Joueur                                      | Apps. | Buts  | Apps.        | Buts         | Apps.  | Buts   | Apps.      | Buts       |
| ------------------------------------------------- | ---- | ---- | ------------------------------------------- | ----- | ----- | ------------ | ------------ | ------ | ------ | ---------- | ---------- |
| 1                                                 | G    |      | David Marshall                              | 39+0  | 0     | 39+0         | 0            | 0      | 0      | 0          | 0          |
| 2                                                 | D    |      | Lee Peltier                                 | 15+0  | 0     | 15+0         | 0            | 0      | 0      | 0          | 0          |
| 3                                                 | D    |      | Fábio                                       | 24+7  | 0     | 23+6         | 0            | 1+1    | 0      | 0          | 0          |
| 4                                                 | D    |      | Scott Malone                                | 14+1  | 0     | 13+1         | 0            | 1+0    | 0      | 0          | 0          |
| 5                                                 | D    |      | Bruno Ecuele Manga                          | 30+0  | 3     | 30+0         | 3            | 0      | 0      | 0          | 0          |
| 6                                                 | D    |      | Ben Turner                                  | 13+0  | 0     | 11+0         | 0            | 2+0    | 0      | 0          | 0          |
| 7                                                 | M    |      | Peter Whittingham                           | 45+0  | 6     | 43+0         | 6            | 2+0    | 0      | 0          | 0          |
| 8                                                 | M    |      | Kagisho Dikgacoi                            | 2+1   | 0     | 1+1          | 0            | 0      | 0      | 1+0        | 0          |
| 11                                                | M    |      | Craig Noone                                 | 36+4  | 1     | 34+4         | 1            | 2+0    | 0      | 0          | 0          |
| 13                                                | A    |      | Eoin Doyle                                  | 12+5  | 5     | 12+5         | 5            | 0      | 0      | 0          | 0          |
| 14                                                | A    |      | Federico Macheda                            | 15+10 | 8     | 13+8         | 6            | 1+1    | 0      | 1+1        | 2          |
| 15                                                | A    |      | Conor McAleny (prêté par Everton)           | 6+2   | 2     | 6+2          | 2            | 0      | 0      | 0          | 0          |
| 17                                                | M    |      | Aron Gunnarsson                             | 47+2  | 4     | 44+2         | 4            | 1+0    | 0      | 2+0        | 0          |
| 18                                                | M    |      | Tom Adeyemi                                 | 14+9  | 1     | 11+9         | 1            | 1+1    | 0      | 1+0        | 0          |
| 19                                                | M    |      | Anthony Pilkington                          | 16+5  | 1     | 16+4         | 1            | 0      | 0      | 0+1        | 0          |
| 21                                                | M    |      | Joe Ralls                                   | 19+13 | 4     | 16+13        | 2            | 1+0    | 1      | 2+0        | 1          |
| 22                                                | M    |      | Stuart O'Keefe                              | 4+2   | 0     | 4+2          | 0            | 0      | 0      | 0          | 0          |
| 23                                                | A    |      | Nicky Maynard                               | 5+7   | 1     | 3+7          | 1            | 0      | 0      | 2+0        | 0          |
| 24                                                | A    |      | Joe Mason                                   | 5+3   | 1     | 5+3          | 1            | 0      | 0      | 0          | 0          |
| 27                                                | D    |      | Semi Ajayi (prêté par Arsenal)              | 0     | 0     | 0            | 0            | 0      | 0      | 0          | 0          |
| 29                                                | A    |      | Alex Revell                                 | 10+8  | 2     | 9+8          | 2            | 1+0    | 0      | 0          | 0          |
| 30                                                | M    |      | Matthew Kennedy                             | 8+6   | 0     | 8+6          | 0            | 0      | 0      | 0          | 0          |
| 33                                                | G    |      | Simon Moore                                 | 13+2  | 0     | 8+2          | 0            | 2+0    | 0      | 3+0        | 0          |
| 36                                                | D    |      | Sean Morrison                               | 43+0  | 7     | 42+0         | 7            | 1+0    | 0      | 0          | 0          |
| 39                                                | D    |      | Danny Gabbidon                              | 1+1   | 0     | 0+1          | 0            | 0      | 0      | 1+0        | 0          |
| 40                                                | M    |      | Kadeem Harris                               | 5+14  | 2     | 3+12         | 1            | 2+0    | 1      | 0+2        | 0          |
| 45                                                | M    |      | Tommy O'Sullivan                            | 0+1   | 0     | 0            | 0            | 0      | 0      | 0+1        | 0          |
| 55                                                | D    |      | Jazzi Barnum-Bobb                           | 2+0   | 0     | 0            | 0            | 0      | 0      | 2+0        | 0          |
| Joueurs partis en prêt :                          |      |      |                                             |       |       |              |              |        |        |            |            |
| 9                                                 | A    |      | Kenwyne Jones (à Bournemouth)               | 26+10 | 13    | 25+9         | 11           | 1+1    | 2      | 0          | 0          |
| 10                                                | A    |      | Adam le Fondre (à Bolton Wanderers)         | 20+5  | 3     | 19+4         | 3            | 0+1    | 0      | 1+0        | 0          |
| 12                                                | D    |      | Declan Jones (à Barnsley)                   | 6+4   | 0     | 2+4          | 0            | 1+0    | 0      | 3+0        | 0          |
| 16                                                | D    |      | Matthew Connolly (à Watford)                | 21+4  | 0     | 19+3         | 0            | 1+1    | 0      | 1+0        | 0          |
| 25                                                | D    |      | Kevin McNaughton (à Bolton Wanderers)       | 0     | 0     | 0            | 0            | 0      | 0      | 0          | 0          |
| 26                                                | M    |      | Filip Kiss (à Ross County)                  | 0     | 0     | 0            | 0            | 0      | 0      | 0          | 0          |
| 28                                                | D    |      | Kévin Théophile-Catherine (à Saint-Étienne) | 1+0   | 0     | 0            | 0            | 0      | 0      | 1+0        | 0          |
| 31                                                | D    |      | Ben Nugent (à Yeovil Town)                  | 0     | 0     | 0            | 0            | 0      | 0      | 0          | 0          |
| 32                                                | G    |      | Joe Lewis (à Blackpool)                     | 0     | 0     | 0            | 0            | 0      | 0      | 0          | 0          |
| 35                                                | A    |      | Etien Velikonja (à Lierse)                  | 0+1   | 0     | 0            | 0            | 0      | 0      | 0+1        | 0          |
| 41                                                | D    |      | Adedeji Oshilaja (à Wimbledon)              | 1+0   | 0     | 0            | 0            | 0      | 0      | 1+0        | 0          |
| --                                                | A    |      | Javi Guerra (à Málaga)                      | 2+3   | 0     | 0+3          | 0            | 0      | 0      | 2+0        | 0          |
| Joueurs qui ont quitté le club durant la saison : |      |      |                                             |       |       |              |              |        |        |            |            |
| 2                                                 | D    |      | John Brayford                               | 28+0  | 0     | 26+0         | 0            | 1+0    | 0      | 1+0        | 0          |
| 4                                                 | D    |      | Juan Cala                                   | 3+0   | 0     | 1+0          | 0            | 0      | 0      | 2+0        | 0          |
| 5                                                 | D    |      | Mark Hudson                                 | 3+0   | 0     | 3+0          | 0            | 0      | 0      | 0          | 0          |
| 13                                                | M    |      | Kim Bo-Kyung                                | 5+0   | 0     | 2+0          | 0            | 0      | 0      | 3+0        | 0          |
| 15                                                | M    |      | Magnus Wolff Eikrem                         | 2+3   | 0     | 0+3          | 0            | 0      | 0      | 2+0        | 0          |
| 20                                                | M    |      | Mats Møller Dæhli                           | 7+4   | 0     | 7+2          | 0            | 0      | 0      | 0+2        | 0          |
| 30                                                | M    |      | Guido Burgstaller                           | 2+3   | 1     | 1+2          | 0            | 0      | 0      | 1+1        | 1          |
| 34                                                | A    |      | Jo Inge Berget                              | 0     | 0     | 0            | 0            | 0      | 0      | 0          | 0          |
| 38                                                | M    |      | Ravel Morrison (prêté par West Ham)         | 2+5   | 0     | 2+5          | 0            | 0      | 0      | 0          | 0          |

### Capitaines
| No. | Pos. | Joueur          | Nat. | Nb matchs |
| --- | ---- | --------------- | ---- | --------- |
| 1   | G    | David Marshall  |      | 35        |
| 17  | M    | Aron Gunnarsson |      | 7         |
| 6   | D    | Ben Turner      |      | 5         |
| 5   | D    | Mark Hudson     |      | 3         |
| 21  | M    | Joe Ralls       |      | 1         |

Nb matchs: nombres de matchs débutés en tant que capitaine

### Buteurs
| Rang            | No.             | Poste           | Joueur             | Championship | FA Cup | League Cup | Total |
| --------------- | --------------- | --------------- | ------------------ | ------------ | ------ | ---------- | ----- |
| 1               | 9               | A               | Kenwyne Jones      | 13           | 2      | 0          | 15    |
| 2               | 14              | A               | Federico Macheda   | 6            | 0      | 2          | 8     |
| 3               | 36              | D               | Sean Morrison      | 7            | 0      | 0          | 7     |
| 4               | 7               | M               | Peter Whittingham  | 6            | 0      | 0          | 6     |
| 5               | 13              | A               | Eoin Doyle         | 5            | 0      | 0          | 5     |
| 6               | 17              | M               | Aron Gunnarsson    | 4            | 0      | 0          | 4     |
| 6               | 21              | M               | Joe Ralls          | 2            | 1      | 1          | 4     |
| 7               | 10              | A               | Adam le Fondre     | 3            | 0      | 0          | 3     |
| 7               | 5               | D               | Bruno Ecuele Manga | 3            | 0      | 0          | 3     |
| 8               | 15              | A               | Conor McAleny      | 2            | 0      | 0          | 2     |
| 8               | 29              | A               | Alex Revell        | 2            | 0      | 0          | 2     |
| 8               | 40              | M               | Kadeem Harris      | 1            | 1      | 0          | 2     |
| 9               | 11              | M               | Craig Noone        | 1            | 0      | 0          | 1     |
| 9               | 18              | M               | Tom Adeyemi        | 1            | 0      | 0          | 1     |
| 9               | 19              | M               | Anthony Pilkington | 1            | 0      | 0          | 1     |
| 9               | 23              | A               | Nicky Maynard      | 1            | 0      | 0          | 1     |
| 9               | 24              | A               | Joe Mason          | 1            | 0      | 0          | 1     |
| 9               | 30              | M               | Guido Burgstaller  | 0            | 0      | 1          | 1     |
| Contre-son-camp | Contre-son-camp | Contre-son-camp | Contre-son-camp    | 1            | 0      | 1          | 2     |
| Total           | Total           | Total           | Total              | 58           | 4      | 5          | 67    |

### Discipline
| No.   | Pos.  | Name               | Championship | Championship | FA Cup | FA Cup       | League Cup | League Cup   | Total  | Total        |
| No.   | Pos.  | Name               | Averti       | Carton rouge | Averti | Carton rouge | Averti     | Carton rouge | Averti | Carton rouge |
| ----- | ----- | ------------------ | ------------ | ------------ | ------ | ------------ | ---------- | ------------ | ------ | ------------ |
| 1     | GK    | David Marshall     | 0            | 1            | 0      | 0            | 0          | 0            | 0      | 1            |
| 2     | DF    | John Brayford      | 2            | 0            | 0      | 0            | 0          | 0            | 2      | 0            |
| 2     | DF    | Lee Peltier        | 5            | 0            | 0      | 0            | 0          | 0            | 4      | 0            |
| 3     | DF    | Fábio              | 6            | 0            | 0      | 0            | 0          | 0            | 6      | 0            |
| 4     | DF    | Juan Cala          | 1            | 0            | 0      | 0            | 0          | 0            | 1      | 0            |
| 4     | DF    | Scott Malone       | 2            | 0            | 0      | 0            | 0          | 0            | 2      | 0            |
| 5     | DF    | Mark Hudson        | 1            | 0            | 0      | 0            | 0          | 0            | 1      | 0            |
| 6     | DF    | Ben Turner         | 1            | 0            | 1      | 0            | 0          | 0            | 2      | 0            |
| 7     | MF    | Peter Whittingham  | 7            | 1            | 1      | 0            | 0          | 0            | 8      | 1            |
| 9     | FW    | Kenwyne Jones      | 2            | 0            | 0      | 0            | 0          | 0            | 2      | 0            |
| 10    | FW    | Adam le Fondre     | 2            | 0            | 0      | 0            | 0          | 0            | 2      | 0            |
| 11    | MF    | Craig Noone        | 5            | 0            | 1      | 0            | 0          | 0            | 6      | 0            |
| 13    | FW    | Eoin Doyle         | 2            | 0            | 0      | 0            | 0          | 0            | 2      | 0            |
| 14    | FW    | Federico Macheda   | 3            | 1            | 0      | 0            | 0          | 0            | 3      | 1            |
| 16    | DF    | Matthew Connolly   | 6            | 0            | 0      | 0            | 1          | 0            | 7      | 0            |
| 17    | MF    | Aron Gunnarsson    | 7            | 0            | 0      | 0            | 0          | 0            | 6      | 0            |
| 18    | MF    | Tom Adeyemi        | 3            | 0            | 0      | 0            | 0          | 0            | 3      | 0            |
| 19    | MF    | Anthony Pilkington | 1            | 0            | 0      | 0            | 0          | 0            | 1      | 0            |
| 20    | MF    | Mats Møller Dæhli  | 1            | 0            | 0      | 0            | 0          | 0            | 1      | 0            |
| 21    | MF    | Joe Ralls          | 2            | 0            | 0      | 0            | 0          | 0            | 2      | 0            |
| 22    | MF    | Stuart O'Keefe     | 1            | 0            | 0      | 0            | 0          | 0            | 1      | 0            |
| 29    | FW    | Alex Revell        | 1            | 0            | 0      | 0            | 0          | 0            | 1      | 0            |
| 30    | MF    | Guido Burgstaller  | 1            | 0            | 0      | 0            | 0          | 0            | 1      | 0            |
| 30    | MF    | Matthew Kennedy    | 1            | 0            | 0      | 0            | 0          | 0            | 0      | 1            |
| 36    | DF    | Sean Morrison      | 4            | 0            | 0      | 0            | 0          | 0            | 4      | 0            |
| 38    | MF    | Ravel Morrison     | 1            | 0            | 0      | 0            | 0          | 0            | 1      | 0            |
| 40    | MF    | Kadeem Harris      | 2            | 1            | 0      | 0            | 0          | 0            | 2      | 1            |
| 41    | DF    | Adedeji Oshilaja   | 0            | 0            | 0      | 0            | 1          | 0            | 1      | 0            |
| Total | Total | Total              | 68           | 3            | 3      | 0            | 2          | 0            | 73     | 3            |

#### Suspensions obtenues
| Date       | Nb matchs de suspensions | Joueur            | Motif                          | Adversaires manqués                                   |
| ---------- | ------------------------ | ----------------- | ------------------------------ | ----------------------------------------------------- |
| 8 août     | 2                        | Juan Cala         | contre Sunderland (2013-2014)  | Blackburn (Ext.), Coventry (Ext.)                     |
| 28 février | 1                        | Peter Whittingham | contre Wolverhampton Wanderers | Rotherham (Ext.)                                      |
| 14 mars    | 1                        | Federico Macheda  | contre Brentford               | Bournemouth (Dom.)                                    |
| 14 mars    | 3                        | Kadeem Harris     | contre Brentford               | Bournemouth (Dom.), Birmingham (Dom.), Reading (Ext.) |
| 2 mai      | 3                        | David Marshall    | contre Nottingham Forest       | A appliquer                                           |

## Transferts

### Arrivées
| No.            | Pos.         | Joueur             | Nat.         | Âge          | Depuis              | Fin du contrat | Montant du transfert |
| Marché d'Eté   | Marché d'Eté | Marché d'Eté       | Marché d'Eté | Marché d'Eté | Marché d'Eté        | Marché d'Eté   | Marché d'Eté         |
| -------------- | ------------ | ------------------ | ------------ | ------------ | ------------------- | -------------- | -------------------- |
| 30             | M            | Guido Burgstaller  |              | 25           | Rapid Vienne        | 2017           | 800 000 £            |
| 10             | A            | Adam le Fondre     |              | 27           | Reading             | 2017           | 2 500 000 £          |
| 22             | A            | Javi Guerra        |              | 32           | Valladolid          | 2017           | Libre                |
| 14             | A            | Federico Macheda   |              | 22           | Manchester United   | 2017           | Libre                |
| 8              | M            | Kagisho Dikgacoi   |              | 29           | Crystal Palace      | 2017           | Libre                |
| -              | G            | Charlie Horton     |              | 19           | Peterborough United | Inconnu        | Libre                |
| 18             | M            | Tom Adeyemi        |              | 22           | Birmingham City     | 2017           | 1 000 000 £          |
| -              | A            | Danny Johnson      |              | 21           | Guisborough Town    | 2015           | Secret               |
| 36             | D            | Sean Morrison      |              | 23           | Reading             | 2018           | 4 000 000 £          |
| 19             | M            | Anthony Pilkington |              | 26           | Norwich City        | 2017           | 1 000 000 £          |
| 5              | D            | Bruno Ecuele Manga |              | 26           | Lorient             | 2017           | 5 000 000 £          |
| 39             | D            | Danny Gabbidon     |              | 35           | Crystal Palace      | 2015           | Libre                |
| Marché d'hiver |              |                    |              |              |                     |                |                      |
| 4              | D            | Scott Malone       |              | 23           | Millwall            | 2017           | 100 000 £            |
| 29             | A            | Alex Revell        |              | 31           | Rotherham United    | 2017           | 175 000 £            |
| 2              | D            | Lee Peltier        |              | 28           | Huddersfield Town   | 2018           | Secret               |
| 22             | M            | Stuart O'Keefe     |              | 23           | Crystal Palace      | 2017           | Secret               |
| 30             | M            | Matthew Kennedy    |              | 20           | Everton             | 2018           | Secret               |
| 13             | A            | Eoin Doyle         |              | 26           | Chesterfield        | 2018           | Secret               |

### Arrivées en prêt
| No. | Pos. | Joueur         | Nat. | Âge | Club prêteur    | Début du prêt     | Fin du prêt      |
| --- | ---- | -------------- | ---- | --- | --------------- | ----------------- | ---------------- |
| 38  | M    | Ravel Morrison |      | 21  | West Ham United | 24 septembre 2014 | 17 décembre 2014 |
| 15  | A    | Conor McAleny  |      | 22  | Everton         | 2 février 2015    | 30 juin 2015     |
| -   | D    | Semi Ajayi     |      | 21  | Arsenal         | 25 mars 2015      | 2 mai 2015       |

### Départs
| No.            | Pos.         | Joueur              | Nat.         | Âge          | Départ vers         | Montant      | Apps.        | Buts         |
| Marché d'été   | Marché d'été | Marché d'été        | Marché d'été | Marché d'été | Marché d'été        | Marché d'été | Marché d'été | Marché d'été |
| -------------- | ------------ | ------------------- | ------------ | ------------ | ------------------- | ------------ | ------------ | ------------ |
| 3              | D            | Andrew Taylor       |              | 27           | Wigan Athletic      | Libre        | 115          | 2            |
| 39             | A            | Craig Bellamy       |              | 34           | -                   | Retraite     | 91           | 18           |
| -              | D            | Luke Coulson        |              | 20           | Oxford City         | Libre        | 0            | 0            |
| 19             | M            | Don Cowie           |              | 31           | Wigan Athletic      | Libre        | 97           | 9            |
| -              | M            | Ronnie Hawkins      |              | 20           | Libre               | Libre        | 0            | 0            |
| 24             | M            | Simon Lappin        |              | 31           | St Johnstone        | Libre        | 2            | 0            |
| 14             | A            | Tommy Smith         |              | 34           | Brentford           | Libre        | 26           | 1            |
| 4              | D            | Steven Caulker      |              | 22           | Queens Park Rangers | 8 500 000 £  | 38           | 5            |
| 10             | A            | Fraizer Campbell    |              | 26           | Crystal Palace      | 900 000 £    | 52           | 16           |
| 18             | M            | Jordon Mutch        |              | 22           | Queens Park Rangers | 6 000 000 £  | 53           | 7            |
| 8              | M            | Gary Medel          |              | 27           | Inter Milan         | 10 000 000 £ | 34           | 0            |
| 5              | D            | Mark Hudson         |              | 32           | Huddersfield Town   | Secret       | 165          | 11           |
| Marché d'hiver |              |                     |              |              |                     |              |              |              |
| 4              | D            | Juan Cala           |              | 25           | Grenade             | Libre        | 8            | 2            |
| 15             | M            | Magnus Wolff Eikrem |              | 24           | Malmö               | Libre        | 9            | 0            |
| 20             | M            | Mats Møller Dæhli   |              | 19           | Fribourg            | Secret       | 26           | 1            |
| 34             | A            | Jo Inge Berget      |              | 24           | Malmö               | Libre        | 1            | 0            |
| 2              | D            | John Brayford       |              | 27           | Sheffield United    | Secret       | 23           | 0            |
| 13             | M            | Kim Bo-kyung        |              | 25           | Wigan Athletic      | Libre        | 58           | 3            |
| 30             | M            | Guido Burgstaller   |              | 25           | Nuremberg           | Libre        | 3            | 0            |

### Départs en prêt
| No. | Pos. | Joueur                    | Nat. | Âge | Prêté à           | Début             | Fin              |
| --- | ---- | ------------------------- | ---- | --- | ----------------- | ----------------- | ---------------- |
| 31  | D    | Ben Nugent                |      | 21  | Yeovil Town       | 11 juillet 2014   | 4 mai 2015       |
| 25  | D    | Kevin McNaughton          |      | 32  | Bolton Wanderers  | 16 juillet 2014   | 30 juin 2015     |
| 34  | A    | Jo Inge Berget            |      | 24  | Celtic Glasgow    | 28 juillet 2014   | janvier 2015     |
| 32  | G    | Joe Lewis                 |      | 27  | Blackpool         | 5 août 2014       | 30 juin 2015     |
| 26  | M    | Filip Kiss                |      | 24  | Ross County       | 6 août 2014       | 30 juin 2015     |
| 24  | A    | Joe Mason                 |      | 24  | Bolton Wanderers  | 11 août 2014      | 21 janvier 2015  |
| 28  | D    | Kévin Théophile-Catherine |      | 25  | Saint-Étienne     | 19 août 2014      | 30 juin 2015     |
| 46  | A    | Rhys Healey               |      | 20  | Colchester United | 19 septembre 2014 | 19 mars 2015     |
| -   | A    | Danny Johnson             |      | 21  | Tranmere Rovers   | 21 octobre 2014   | 17 novembre 2014 |
| 35  | A    | Etien Velikonja           |      | 26  | Lierse            | 8 janvier 2015    | 30 juin 2015     |
| 41  | D    | Adedeji Oshilaja          |      | 22  | Wimbledon         | 8 janvier 2015    | 30 juin 2015     |
| 10  | A    | Adam le Fondre            |      | 28  | Bolton Wanderers  | 26 janvier 2015   | 30 juin 2015     |
| 38  | M    | Tommy O'Sullivan          |      | 20  | Port Vale         | 2 février 2015    | 2 mars 2015      |
| -   | A    | Danny Johnson             |      | 21  | Stevenage         | 2 février 2015    | 31 mars 2015     |
| 60  | D    | David Tutonda             |      | 19  | Newport County    | 13 février 2015   | 30 juin 2015     |
| 12  | D    | Declan John               |      | 19  | Barnsley          | 6 mars 2015       | 30 juin 2015     |
| 38  | M    | Tommy O'Sullivan          |      | 20  | Port Vale         | 12 mars 2015      | 30 juin 2015     |
| 16  | D    | Matthew Connolly          |      | 27  | Watford           | 19 mars 2015      | 30 juin 2015     |
| 9   | A    | Kenwyne Jones             |      | 30  | Bournemouth       | 26 mars 2015      | 2 mai 2015       |
| 46  | A    | Rhys Healey               |      | 20  | Colchester United | 2 avril 2015      | 2 mai 2015       |

## Résultats

### Pré-saison
| 7 juillet 2014 | Carmarthen Town | 0-3 | Cardiff City                         |                                      |                                      |
| 20:00          |                 |     | Maynard 6e · Mason 45e · Macheda 59e | Bridge Meadow Stadium, Haverfordwest | Bridge Meadow Stadium, Haverfordwest |

| 12 juillet 2014 | Bath City | 1-1 | Cardiff City |                                        |                                        |
| 15:00           | Evans 77e |     | Berget       | Twerton Park, Bath Spectateurs : 1 032 | Twerton Park, Bath Spectateurs : 1 032 |

| 19 juillet 2014 | Cardiff City                                  | 3-2 | 1860 Munich                |            |            |
| 16:00           | Macheda 22e · Whittingham 30e · Velikonja 86e |     | Schindler 28e · Wittek 38e | Kirchbichl | Kirchbichl |

| 19 juillet 2014 | Cardiff City                                 | 3-0 | Teuta Durrës |            |            |
| 19:00           | Guerra 20e · Burgstaller 41e · le Fondre 79e |     |              | Kirchbichl | Kirchbichl |

| 22 juillet 2014 | Cardiff City | 0-3 | Amkar Perm                          |          |          |
| 17:30           |              |     | Georgiev 30e · Kolomeytsev 35e, 45e | , Kössen | , Kössen |

| 27 juillet 2014 | Yeovil Town  | 1-4 | Cardiff City                                         |                                        |                                        |
| 16:00           | Leitch-Smith |     | le Fondre 56e (pen.) · Connolly 62e · Jones 73e, 90e | Huish Park, Yeovil Spectateurs : 2 018 | Huish Park, Yeovil Spectateurs : 2 018 |

| 2 août 2014 | Cardiff City                                 | 3-3 | VfL Wolfsbourg                        |                                                   |                                                   |
| 16:00       | Whittingham 43e · Maynard 45e · Bo-kyung 58e |     | Schäfer 4e · De Bruyne 26e · OLić 84e | Cardiff City Stadium, Cardiff Spectateurs : 8 306 | Cardiff City Stadium, Cardiff Spectateurs : 8 306 |

### Championship
| 8 août 2014 | Blackburn Rovers       | 1-1 | Cardiff City                                              |                                                                      |                                                                      |
| 20:45       | Lowe 30e · Cairney 40e |     | Jones 18e · Brayford 45+2e · Hudson 80e · Burgstaller 86e | Ewood Park, Blackburn Spectateurs : 15 625 Arbitrage : Andrew Madley | Ewood Park, Blackburn Spectateurs : 15 625 Arbitrage : Andrew Madley |

| 16 août 2014 | Cardiff City                     | 3-1 | Huddersfield Town                           |                                                                           |                                                                           |
| 16:00        | Whittingham 28e · Jones 35e, 56e |     | Wallace 45+3e, 77e · Hogg 60e · Lynch 90+5e | Cardiff City Stadium, Cardiff Spectateurs : 20 749 Arbitrage : Keith Hill | Cardiff City Stadium, Cardiff Spectateurs : 20 749 Arbitrage : Keith Hill |

| 19 août 2014 | Cardiff City              | 1-0 | Wigan Athletic |                                                                              |                                                                              |
| 20:45        | Maynard 53e · Adeyemi 66e |     |                | Cardiff City Stadium, Cardiff Spectateurs : 20 662 Arbitrage : Robert Madley | Cardiff City Stadium, Cardiff Spectateurs : 20 662 Arbitrage : Robert Madley |

| 23 août 2014 | Wolverhampton Wanderers | 1-0 | Cardiff City |                                                                                  |                                                                                  |
| 16:00        | Hudson 90+1e (csc)      |     |              | Molineux Stadium, Wolverhampton Spectateurs : 21 221 Arbitrage : Darren Drysdale | Molineux Stadium, Wolverhampton Spectateurs : 21 221 Arbitrage : Darren Drysdale |

| 30 août 2014 | Fulham       | 1-1 | Cardiff City |                                                                       |                                                                       |
| 16:00        | Hoogland 22e |     | Jones 55e    | Craven Cottage, Londres Spectateurs : 17 508 Arbitrage : James Adcock | Craven Cottage, Londres Spectateurs : 17 508 Arbitrage : James Adcock |

| 13 septembre 2014 | Cardiff City                   | 2-4 | Norwich City                                                            |                                                                             |                                                                             |
| 16:00             | Ralls 4e, 72e · Gunnarsson 22e |     | Lafferty 24e · Olsson 54e · Hoolahan 58e · Turner 71e, 81e · Jerome 87e | Cardiff City Stadium, Cardiff Spectateurs : 21 746 Arbitrage : Mark Haywood | Cardiff City Stadium, Cardiff Spectateurs : 21 746 Arbitrage : Mark Haywood |

| 16 septembre 2014 | Cardiff City | 0-1 | Middlesbrough                  |                                                                             |                                                                             |
| 20:45             | Cala 26e     |     | Ayala 1e · Kike 2e · Damià 37e | Cardiff City Stadium, Cardiff Spectateurs : 19 711 Arbitrage : Graham Scott | Cardiff City Stadium, Cardiff Spectateurs : 19 711 Arbitrage : Graham Scott |

| 20 septembre 2014 | Derby County         | 2-2 | Cardiff City                                 |                                                                           |                                                                           |
| 16:00             | Ibe 61e · Bryson 84e |     | Gunnarsson 51e, 62e · Whittingham 55e, 90+1e | Pride Park Stadium, Derby Spectateurs : 27 251 Arbitrage : Andre Marriner | Pride Park Stadium, Derby Spectateurs : 27 251 Arbitrage : Andre Marriner |

| 27 septembre 2014 | Cardiff City                  | 2-1 | Sheffield Wednesday                            |                                                                             |                                                                             |
| 16:00             | Morrison 39e · Pilkington 61e |     | Mattock 32e · Morrison 51e (csc) · Loovens 84e | Cardiff City Stadium, Cardiff Spectateurs : 20 901 Arbitrage : Michael Bull | Cardiff City Stadium, Cardiff Spectateurs : 20 901 Arbitrage : Michael Bull |

| 30 septembre 2014 | Brighton & Hove Albion                                    | 1-1 | Cardiff City                                        |                                                                          |                                                                          |
| 20:45             | Bruno 20e · Greer 54e · Forster-Caskey 55e · LuaLua 90+6e |     | Jones 21e · Dæhli 39e · Whittingham 81e · Noone 88e | Falmer Stadium, Brighton Spectateurs : 23 712 Arbitrage : Neil Swarbrick | Falmer Stadium, Brighton Spectateurs : 23 712 Arbitrage : Neil Swarbrick |

| 3 octobre 2014 | Blackpool                             | 1-0 | Cardiff City |                                                                             |                                                                             |
| 20:45          | Zoko 64e · McMahon 84e · Ranger 90+4e |     | Fábio        | Bloomfield Road, Blackpool Spectateurs : 10 502 Arbitrage : Dean Whitestone | Bloomfield Road, Blackpool Spectateurs : 10 502 Arbitrage : Dean Whitestone |

| 18 octobre 2014 | Cardiff City                                | 2-1 | Nottingham Forest                        |                                                                           |                                                                           |
| 13:15           | Macheda 22e · Whittingham 27e · Noone 45+2e |     | Wilson 40e · Lansbury 54e · Assombalonga | Cardiff City Stadium, Cardiff Spectateurs : 21 263 Arbitrage : Mike Jones | Cardiff City Stadium, Cardiff Spectateurs : 21 263 Arbitrage : Mike Jones |

| 21 octobre 2014 | Cardiff City                                                   | 3-1 | Ipswich Town           |                                                                            |                                                                            |
| 20:45           | Whittingham 37e · Macheda 47e, 74e · Fábio 62e · le Fondre 69e |     | Murphy 29e · Mings 56e | Cardiff City Stadium, Cardiff Spectateurs : 20 191 Arbitrage : David Coote | Cardiff City Stadium, Cardiff Spectateurs : 20 191 Arbitrage : David Coote |

| 25 octobre 2014 | Millwall                                  | 1-0 | Cardiff City |                                                                     |                                                                     |
| 13:15           | Beevers 10e · Shittu 54e · McDonald 90+2e |     |              | The New Den, Millwall Spectateurs : 10 135 Arbitrage : Scott Duncan | The New Den, Millwall Spectateurs : 10 135 Arbitrage : Scott Duncan |

| 1er novembre 2014 | Cardiff City                                                | 3-1 | Leeds United                               |                                                                             |                                                                             |
| 16:00             | Ralls 52e · Ecuele Manga 61e · Macheda 67e · Jones 83e, 84e |     | Pearce 10e · Berardi 28e · Mowatt 50e, 77e | Cardiff City Stadium, Cardiff Spectateurs : 24 220 Arbitrage : Andy Woolmer | Cardiff City Stadium, Cardiff Spectateurs : 24 220 Arbitrage : Andy Woolmer |

| 4 novembre 2014 | Bolton Wanderers                         | 3-0 | Cardiff City   |                                                                          |                                                                          |
| 21:00           | Feeney 9e, 36e · Mills 76e · Pratley 82e |     | R.Morrison 82e | Macron Stadium, Bolton Spectateurs : 12 961 Arbitrage : Geoff Eltringham | Macron Stadium, Bolton Spectateurs : 12 961 Arbitrage : Geoff Eltringham |

| 8 novembre 2014 | Birmingham City | 0-0 | Cardiff City |                                                                              |                                                                              |
| 16:00           |                 |     |              | St Andrews Stadium, Birmingham Spectateurs : 15 950 Arbitrage : Kevin Friend | St Andrews Stadium, Birmingham Spectateurs : 15 950 Arbitrage : Kevin Friend |

| 21 novembre 2014 | Cardiff City                                                 | 2-1 | Reading                                                 |                                                                                |                                                                                |
| 20:45            | Pearce 20e (csc) · Pilkington 41e · Whittingham 45+4e (pen.) |     | Williams 41e · Pearce 45+3e · Hector 81e · Blackman 90e | Cardiff City Stadium, Cardiff Spectateurs : 20 643 Arbitrage : James Linington | Cardiff City Stadium, Cardiff Spectateurs : 20 643 Arbitrage : James Linington |

| 29 novembre 2014 | Watford | 0-1 | Cardiff City  |                                                                    |                                                                    |
| 16:00            |         |     | le Fondre 12e | Vicarage Road, Watford Spectateurs : 15 668 Arbitrage : Phil Gibbs | Vicarage Road, Watford Spectateurs : 15 668 Arbitrage : Phil Gibbs |

| 6 décembre 2014 | Cardiff City | 0-0 | Rotherham United |                                                                            |                                                                            |
| 16:00           |              |     |                  | Cardiff City Stadium, Cardiff Spectateurs : 20 419 Arbitrage : Andy D'Urso | Cardiff City Stadium, Cardiff Spectateurs : 20 419 Arbitrage : Andy D'Urso |

| 13 décembre 2014 | Bournemouth                                                      | 5-3 | Cardiff City                    |                                                                       |                                                                       |
| 16:00            | Ritchie 1re · Arter 43e · Pugh 45e · Kermorgant 67e · Wilson 89e |     | Jones 45e · S.Morrison 48e, 78e | Dean Court, Bournemouth Spectateurs : 10 440 Arbitrage : James Adcock | Dean Court, Bournemouth Spectateurs : 10 440 Arbitrage : James Adcock |

| 20 décembre 2014 | Cardiff City          | 2-3 | Brentford                           |                                                                             |                                                                             |
| 16:00            | Noone 48e · Jones 75e |     | Pritchard 11e · Gray 22e · Jota 33e | Cardiff City Stadium, Cardiff Spectateurs : 21 784 Arbitrage : Graham Scott | Cardiff City Stadium, Cardiff Spectateurs : 21 784 Arbitrage : Graham Scott |

| 26 décembre 2014 | Charlton Athletic                   | 1-1 | Cardiff City |                                                                   |                                                                   |
| 14:00            | Harriott 32e · Berg Guðmundsson 88e |     | Adeyemi 12e  | The Valley, Londres Spectateurs : 17 543 Arbitrage : Mick Russell | The Valley, Londres Spectateurs : 17 543 Arbitrage : Mick Russell |

| 28 décembre 2014 | Cardiff City              | 2-4 | Watford                                       |                                                                               |                                                                               |
| 16:00            | le Fondre 20e · Jones 90e |     | Guedioura 42e, 63e · Ighalo 45e · Angella 83e | Cardiff City Stadium, Cardiff Spectateurs : 22 208 Arbitrage : Stuart Attwell | Cardiff City Stadium, Cardiff Spectateurs : 22 208 Arbitrage : Stuart Attwell |

| 10 janvier 2015 | Cardiff City   | 1-0 | Fulham        |                                                                             |                                                                             |
| 16:00           | S.Morrison 14e |     | Hutchinson 6e | Cardiff City Stadium, Cardiff Spectateurs : 22 515 Arbitrage : Nigel Miller | Cardiff City Stadium, Cardiff Spectateurs : 22 515 Arbitrage : Nigel Miller |

| 17 janvier 2015 | Norwich City                                          | 3-2 | Cardiff City                                                      |                                                                    |                                                                    |
| 16:00           | Hooper 15e · Lafferty 25e · Jerome 45+2e · O'Neil 69e |     | le Fondre 38e · Revell 61e · Harris 64e · Adeyemi 81e · Noone 86e | Carrow Road, Norwich Spectateurs : 25 995 Arbitrage : James Adcock | Carrow Road, Norwich Spectateurs : 25 995 Arbitrage : James Adcock |

| 20 janvier 2015 | Middlesbrough                                                          | 2-1 | Cardiff City             |                                                                                |                                                                                |
| 20:45           | Clayton 55e · Leadbitter 61e · Bamford 63e · Tomlin 79e · Vossen 90+4e |     | Brayford 32e · Jones 86e | The Riverside, Middlesbrough Spectateurs : 16 035 Arbitrage : Goeff Eltringham | The Riverside, Middlesbrough Spectateurs : 16 035 Arbitrage : Goeff Eltringham |

| 31 janvier 2015 | Cardiff City                              | 0-2 | Derby County                                            |                                                                             |                                                                             |
| 16:00           | Gunnarsson 55e · Connolly 72e · Fábio 90e |     | Malone 23e (csc) · Martin 45e · ughes 45e · Bennett 59e | Cardiff City Stadium, Cardiff Spectateurs : 22 227 Arbitrage : Paul Tierney | Cardiff City Stadium, Cardiff Spectateurs : 22 227 Arbitrage : Paul Tierney |

| 7 février 2015 | Sheffield Wednesday | 1-1 | Cardiff City |                                                                               |                                                                               |
| 16:00          | Keane 75e (pen.)    |     | Jones 7e     | Hillsborough Stadium, Sheffield Spectateurs : 22 344 Arbitrage : Kevin Wright | Hillsborough Stadium, Sheffield Spectateurs : 22 344 Arbitrage : Kevin Wright |

| 10 février 2015 | Cardiff City                | 0-0 | Brigthon & Hove          |                                                                                |                                                                                |
| 20:45           | O'Keefe 37e · Peltier 90+3e |     | Calderón 68e · Bruno 86e | Cardiff City Stadium, Cardiff Spectateurs : 19 206 Arbitrage : Iain Williamson | Cardiff City Stadium, Cardiff Spectateurs : 19 206 Arbitrage : Iain Williamson |

| 17 février 2015 | Cardiff City   | 1-1 | Blackburn Rovers |                                                                               |                                                                               |
| 20:45           | S.Morrison 84e |     | Gestede 90e      | Cardiff City Stadium, Cardiff Spectateurs : 19 057 Arbitrage : Brendan Malone | Cardiff City Stadium, Cardiff Spectateurs : 19 057 Arbitrage : Brendan Malone |

| 21 février 2015 | Huddersfield Town | 0-0 | Cardiff City |                                                                                  |                                                                                  |
| 16:00           |                   |     |              | John Smith's Stadium, Huddersfield Spectateurs : 12 798 Arbitrage : Mark Heywood | John Smith's Stadium, Huddersfield Spectateurs : 12 798 Arbitrage : Mark Heywood |

| 24 février 2015 | Wigan Athletic | 0-1 | Cardiff City   |                                                                 |                                                                 |
| 20:45           |                |     | Gunnarsson 20e | DW Stadium, Wigan Spectateurs : 10 016 Arbitrage : Andy Woolmer | DW Stadium, Wigan Spectateurs : 10 016 Arbitrage : Andy Woolmer |

| 28 février 2015 | Cardiff City | 0-1 | Wolverhampton Wanderers |                                                                              |                                                                              |
| 16:00           |              |     | Sako 26e                | Cardiff City Stadium, Cardiff Spectateurs : 21 165 Arbitrage : Robert Madley | Cardiff City Stadium, Cardiff Spectateurs : 21 165 Arbitrage : Robert Madley |

| 3 mars 2015 | Rotherham United     | 1-3 | Cardiff City                                 |                                                                          |                                                                          |
| 20:45       | Ward 80e · Green 85e |     | Ecuele Manga 24e · Macheda 26e · McAleny 35e | New York Stadium, Rotherham Spectateurs : 8 534 Arbitrage : James Adcock | New York Stadium, Rotherham Spectateurs : 8 534 Arbitrage : James Adcock |

| 7 mars 2015 | Cardiff City               | 1-2 | Charlton Athletic                                    |                                                                           |                                                                           |
| 16:00       | Connolly 40e · Macheda 56e |     | Fox 34e · Lepoint 43e · Watt 74e · Buyens 87e (pen.) | Cardiff City Stadium, Cardiff Spectateurs : 20 488 Arbitrage : Pat Miller | Cardiff City Stadium, Cardiff Spectateurs : 20 488 Arbitrage : Pat Miller |

| 14 mars 2015 | Brentford | 1-2 | Cardiff City                                                                     |                                                                    |                                                                    |
| 16:00        | Gray 28e  |     | Morrison 27e · Macheda 53e, 40e, 89e · Whittingham 58e · Revell 68e · Harris 78e | Griffin Park, Londres Spectateurs : 11 217 Arbitrage : Andy Davies | Griffin Park, Londres Spectateurs : 11 217 Arbitrage : Andy Davies |

| 17 mars 2015 | Cardiff City                                | 1-1 | Bournemouth                          |                                                                          |                                                                          |
| 20:45        | Ecuele Manga 62e · Connolly 67e · Fábio 90e |     | Arter 16e · Wilson 73e · Francis 90e | Cardiff City Stadium, Cardiff Spectateurs : 19 819 Arbitrage : Lee Mason | Cardiff City Stadium, Cardiff Spectateurs : 19 819 Arbitrage : Lee Mason |

| 21 mars 2015 | Cardiff City                       | 2-0 | Birmingham City          |                                                                                 |                                                                                 |
| 16:00        | Doyle 50e · Whittingham 75e (pen.) |     | Spector 23e · Caddis 89e | Cardiff City Stadium, Cardiff Spectateurs : 20 602 Arbitrage : Graham Salisbury | Cardiff City Stadium, Cardiff Spectateurs : 20 602 Arbitrage : Graham Salisbury |

| 4 avril 2015 | Reading       | 1-1 | Cardiff City |                                                                         |                                                                         |
| 16:00        | Pogrebnyak 4e |     | McAleny 90e  | Madjeski Stadium, Reading Spectateurs : 17 935 Arbitrage : Scott Duncan | Madjeski Stadium, Reading Spectateurs : 17 935 Arbitrage : Scott Duncan |

| 6 avril 2015 | Cardiff City | 0-3 | Bolton Wanderers                           |                                                                             |                                                                             |
| 16:00        |              |     | Vela 8e · Guðjohnsen 55e · Davies 59e, 73e | Cardiff City Stadium, Cardiff Spectateurs : 20 219 Arbitrage : Keith Stroud | Cardiff City Stadium, Cardiff Spectateurs : 20 219 Arbitrage : Keith Stroud |

| 11 avril 2015 | Leeds United                             | 1-2 | Cardiff City                                                         |                                                                    |                                                                    |
| 16:00         | Phillips 17e · Bellusci 54e · Mowatt 83e |     | Morrison 14e, 45+2e · Peltier 36e · Gunnarsson 55e, 62e · Harris 85e | Elland Road, Leeds Spectateurs : 22 401 Arbitrage : Chris Kavanagh | Elland Road, Leeds Spectateurs : 22 401 Arbitrage : Chris Kavanagh |

| 14 avril 2015 | Ipswich Town                                                     | 3-1 | Cardiff City                       |                                                                   |                                                                   |
| 20:45         | Sears 8e · Skuse 12e, 29e · Berra 27e · Mings 61e · Murphy 90+3e |     | Doyle 13e · Fábio 61e · Malone 67e | Portman Road, Ipswich Spectateurs : 17 722 Arbitrage : Gavin Ward | Portman Road, Ipswich Spectateurs : 17 722 Arbitrage : Gavin Ward |

| 18 avril 2015 | Cardiff City            | 0-0 | Millwall    |                                                                           |                                                                           |
| 16:00         | Peltier 39e · Doyle 76e |     | Gregory 38e | Cardiff City Stadium, Cardiff Spectateurs : 19 639 Arbitrage : Mark Brown | Cardiff City Stadium, Cardiff Spectateurs : 19 639 Arbitrage : Mark Brown |

| 25 avril 2015 | Cardiff City                                                       | 3-2 | Blackpool                                             |                                                                             |                                                                             |
| 16:00         | Mason 19e · Doyle 31e (pen.), 76e (pen.) · Kennedy 36e · Noone 70e |     | Addison 45e · Orlandi 48e · O'Hara 66e · Clarke 90+2e | Cardiff City Stadium, Cardiff Spectateurs : 26 357 Arbitrage : Steve Martin | Cardiff City Stadium, Cardiff Spectateurs : 26 357 Arbitrage : Steve Martin |

| 2 mai 2015 | Nottingham Forest                                                          | 1-2 | Cardiff City                                                        |                                                                       |                                                                       |
| 13:15      | Lascelles 41e · Antonio 45+2e · Kane 66e · Lansbury 76e · Blacksotck 90+1e |     | Ralls 14e · Peltier 16e · Doyle 24e · Gunnarsson 57e · Marshall 76e | City Ground, Nottingham Spectateurs : 21 988 Arbitrage : Peter Bankes | City Ground, Nottingham Spectateurs : 21 988 Arbitrage : Peter Bankes |

### FA Cup
| 3e tour              | Cardiff City                       | 3-1 | Colchester United |                                                                               |                                                                               |
| 2 janvier 2015 20:45 | Ralls 34e · Harris 53e · Jones 60e |     | Sears 74e         | Cardiff City Stadium, Cardiff Spectateurs : 4 194 Arbitrage : James Linington | Cardiff City Stadium, Cardiff Spectateurs : 4 194 Arbitrage : James Linington |

| 4e tour               | Cardiff City                                         | 1-2 | Reading                                        |                                                                            |                                                                            |
| 24 janvier 2015 16:00 | Turner 25e · Jones 25e · Whittingham 32e · Noone 67e |     | Norwood 64e · Pogrebnyak 66e · Robson-Kanu 88e | Cardiff City Stadium, Cardiff Spectateurs : 11 750 Arbitrage : Lee Probert | Cardiff City Stadium, Cardiff Spectateurs : 11 750 Arbitrage : Lee Probert |

### League Cup
| 1er tour           | Coventry City | 1-2 | Cardiff City                                     |                                                                             |                                                                             |
| 13 août 2014 20:45 | Miller 83e    |     | Burgstaller 4e · Connolly 20e · Haynes 81e (csc) | Sixfields Stadium, Northampton Spectateurs : 1 382 Arbitrage : Simon Hooper | Sixfields Stadium, Northampton Spectateurs : 1 382 Arbitrage : Simon Hooper |

| 2e tour            | Port Vale                              | 2-3 | Cardiff City                                |                                                                      |                                                                      |
| 26 août 2014 20:45 | O'Connor 34e · Dodds 48e · Brown 90+3e |     | Ralls 26e · Macheda 60e, 79e · Oshilaja 78e | Vale Park, Stoke-on-Trent Spectateurs : 4 390 Arbitrage : David Webb | Vale Park, Stoke-on-Trent Spectateurs : 4 390 Arbitrage : David Webb |

| 3e tour                 | Cardiff City | 0-3 | Bournemouth                   |                                                                           |                                                                           |
| 23 septembre 2014 20:45 |              |     | Gosling 9e, 33e · Daniels 22e | Cardiff City Stadium, Cardiff Spectateurs : 6 491 Arbitrage : Andy Madley | Cardiff City Stadium, Cardiff Spectateurs : 6 491 Arbitrage : Andy Madley |